# Parque nacional de Alas Purwo
El Parque nacional de Alas Purwo es un parque nacional de indonesia que se encuentra en la península de Blambangan en la regencia de Banyuwangi, en la punto sudeste de la provincia indonesia de Java Oriental. El parque es famosa por su banteng salvaje y el punto de práctica de surf en la bahía de Grajagan.
El nombre del parque significa bosque primigenio o bosque antiguo, de acuerdo con una leyenda javanesa que dice que la tierra emergió por vez primera del océano en este punto.

## Geografía
El parque se encuentra en la península de Blambangan en la punta sudeste de la isla de Java, a lo largo de la orilla del estrecho frente a Bali.
Con una superficie de 434 km², el parque está formado por manglares, sabanas, bosques monzónicos de las tierras bajas y playas bordeadas de corales. Tiene un rompiente (surf break) famoso internacionalmente entre los aficionados al surf, a lo largo del límite del parque en Plengkung en la bahía de Grajagan. El monte Linggamanis (322 m s. n. m.) se encuentra también ubicado en este parque nacional.

## Flora y fauna
La flora protegida en este parque nacional incluye: Terminalia catappa, Calophyllum inophyllum, Sterculia foetida, Barringtonia asiatica y Manilkara kauki.
Es el hogar de algunas de las especies en peligro de extinción de Java, como el banteng (Bos javanicus). En abril de 2004, había sólo 57 bóvidos en la sabana de Sadengan, mientras que la población del año anterior se calculaba que estaba entre 80 y 100, pero en agosto de 2010, los científicos encontraron 73 bantengs en una zona de sabana de 80 hectáreas, un gran incremento en seis años, aunque se enfrentan al peligro de la caza furtiva y la pérdida del hábitat. Grupos de estos bóvidos usualmente van a Sadengan por la mañana y la tarde en busca de plantas.
La mayor amenaza para esta especie son los humanos. Los cazadores furtivos ponen trampas en el exterior del parque durante la temporada seca para atraer a los bantengs fuera del parque en busca de agua. Entonces los matan y se vende su carne.
Otras especies animales amenazadas que se encuentran en son el cuón, langur de Java, pavo real cuelliverde, gallo bankiva y tres especies de tortugas (olivácea, carey y verde).

## Surf
Entre los meses de marzo y noviembre, miles de surfistas de todos los lugares del mundo visitan el parque por su rompiente (surf break). Su destino es la playa de Plengkung en la bahía de Grajagan, también conocida como G-Land, que queda a alrededor de un día de viaje desde Bali.
La playa está considerada uno de los mejores lugares para la práctica del surf en Asia. Con olas de hasta 5 metros, está considerado un lugar apto sólo para surfistas experimentados. El lugar se encuentra incluido en el circuito Quicksilver World Tour.